# PowerBook 3400c
PowerBook 3400cは、Appleが1997年2月から11月まで製造したPowerBookシリーズのノートパソコンである。当時世界で最も速いラップトップだった。このPowerBookは、240MHzで動作するPowerPC 603eプロセッサを使用し、PCIアーキテクチャ、EDOメモリ、および64ビットで40MHzの内部バスを備えた最初の機種だった。また、Zoomビデオポート対応PCカードスロットを備えた最初のPowerBookだった。PowerBook 500シリーズ以来、Appleのすべてのラップトップと同じく、トラックパッドを備えている。

## 仕様
PowerBook 3400cシリーズは、主にプロセッサ速度により、3つの異なるモデルがある。ベースモデルは180MHz（日本では未発売）、および2つの上位モデルは200MHzおよび240MHzである。モデル名は3400c/180、3400c/200、および3400c/240と呼ばれている。 3400c/180モデルは通常、内蔵モデムとフロッピードライブのみで販売されていた。3400c/200および3400c/240マシンには、内蔵モデム/イーサネットの組み合わせポートと、ホットスワップ可能な1.4MBフロッピーディスクおよびCDドライブが付属している。それらの間の唯一の他の違いは、1.3GBもしくは3.0GBというハードドライブの容量だった。

## 名称
PowerBook 3400cシリーズ以前は、PowerBookの名前は（とりわけ）インストールした画面のタイプを反映していた。たとえば、PowerBook 1400csはパッシブマトリックス液晶であり、1400cはアクティブマトリックス液晶である。すべてのPowerBook 3400cには同じ15ビットカラーのアクティブマトリックス液晶を搭載されており、PowerBook 3400c名の末尾の「c」は本来不要なので、Apple自体も、マニュアルなどで削除した表記がある。開発中にPowerBook 3400cに使用された内部コード名は「Hooper」で、製品設計エンジニアの1人の犬にちなんで名付けられた。

## 工業デザイン
工業デザインに関しては、PowerBook3400cは以前のPowerBook5300シリーズから大きな影響を受けているが、画面の大型化など、いくつかの重要な変更が行われた。他には、CD-ROMドライブ搭載が可能な取り外し可能なドライブベイや第二のスピーカーを搭載する湾曲したディスプレイハウジングが挙げられる。
第1世代のPowerBook G3は、PowerBook3400cと同じ外観である。

## CardBusの互換性
PowerBook 5300シリーズと同様に、3400には1対のPCカードスロットが付属している。5300のものは16ビットデバイスと互換性があるが、3400のものは少なくとも理論的には32ビットCardBusカードと互換性がある。 32ビットの周りはテキサス・インスツルメンツPCI1130 PCカードコントローラによる。実際には、PCカードスロットは物理的に16ビットカードのみを受け入れるように設計されているが、多くのユーザーはさまざまなCardBusカードを使用できるようになっている。CardBusカードを使用すると、3400シリーズPowerBookを、たとえば、プリンタなどのUSBデバイスやiPodなどのFireWireデバイスで使用できる。

## モデル
| Powerbook 3400c                      | Powerbook 3400c                        | Powerbook 3400c                        |
| モデル                               | PowerBook 3400c/200                    | PowerBook 3400c/240                    |
| ------------------------------------ | -------------------------------------- | -------------------------------------- |
| CPU                                  | 200MHz PowerPC 603ev                   | 240MHz PowerPC 603ev                   |
| キャッシュ                           | 16 KBデータ、16 KB命令L1、256 KB L2    | 16 KBデータ、16 KB命令L1、256 KB L2    |
| システムバス                         | 40MHz                                  | 40MHz                                  |
| メモリ                               | 16MB（最大144MBに増設可能）            | 16MB（最大144MBに増設可能）            |
| ディスプレイ                         | 800x600 12.1インチ TFT15ビットSVGA LCD | 800x600 12.1インチ TFT15ビットSVGA LCD |
| グラフィック                         | Chips and Technologies CT65550 2MB     | Chips and Technologies CT65550 2MB     |
| ハードドライブ                       | 2.0GB                                  | 3.0 GB                                 |
| 光学ドライブ（ホットスワップ可能）   | 1.44MBフロッピードライブ               | 1.44MBフロッピードライブ               |
| 光学ドライブ（ホットスワップ可能）   | 12倍速CD-ROMドライブ                   |                                        |
| 接続性                               | 10BASE-Tイーサネット                   | 10BASE-Tイーサネット                   |
| 接続性                               | 33.6kモデム                            |                                        |
| 周辺機器                             | ADB、シリアル、HDI-30 SCSI             | ADB、シリアル、HDI-30 SCSI             |
| ビデオアウト                         | HDI-15                                 | HDI-15                                 |
| オリジナルのオペレーティングシステム | Mac OS 7.6.1                           | Mac OS 7.6.1                           |
| 最大オペレーティングシステム         | Mac OS 9.1                             | Mac OS 9.1                             |
| 寸法                                 | 幅293 × 奥行239.5 × 高さ65.6mm         | 幅293 × 奥行239.5 × 高さ65.6mm         |
| 重量                                 | 3.3kg                                  | 3.3kg                                  |